# Lycosa trichopus
Lycosa trichopus este o specie de păianjeni din genul Lycosa, familia Lycosidae. A fost descrisă pentru prima dată de Roewer, 1960.
Este endemică în Afghanistan. Conform Catalogue of Life specia Lycosa trichopus nu are subspecii cunoscute.